# Liga Nacional de Hockey sobre Hielo 2024-25
La Liga Nacional de Hockey sobre Hielo 2024-25, conocida por motivos de patrocinio como Liga Nacional de Hockey Hielo Loterías, es la 54.ª edición de la liga española de hockey sobre hielo, máxima categoría a nivel nacional, donde debían competir ocho equipos, aunque finalmente se inscribieron siete. La liga sigue un formato de todos contra todos para un total de dieciocho jornadas y los cuatro primeros clasificados disputan un playoff para decidir el campeón.

## Equipos
| Equipo                        | Localidad        | Estadio                           | Capacidad |
| ----------------------------- | ---------------- | --------------------------------- | --------- |
| Club Hielo Jaca               | Jaca             | Pabellón de Hielo de Jaca         | 2.000     |
| Club Hockey Hielo Txuri Urdin | San Sebastián    | Palacio del Hielo Txuri Urdin     | 800       |
| Club Gel Puigcerdà            | Puigcerdá        | Club Poliesportiu Puigcerdà       | 1.450     |
| Fútbol Club Barcelona         | Barcelona        | Palau de Gel                      | 1.256     |
| Kosner CH Huarte              | Pamplona         | Palacio de Hielo de Huarte        | 500       |
| Milenio Panthers              | Logroño          | Centro Deportivo Municipal Lobete | 624       |
| SH Majadahonda                | Majadahonda      | Pista de hielo La Nevera          | 250       |
| Ice Hockey Club Porto         | Oporto, Portugal | Sin estadio (juega de visitante)  | n/a       |

## Clasificación

### Fase regular
A 23 de febrero de 2025:
|   | Equipo                        | Pts. | J  | G  | PGP | P  | PPP | GF  | GC  | DG   |
| - | ----------------------------- | ---- | -- | -- | --- | -- | --- | --- | --- | ---- |
| 1 | CH Jaca                       | 50   | 18 | 16 | 1   | 1  | 0   | 123 | 35  | +88  |
| 2 | Club Gel Puigcerdà            | 49   | 18 | 16 | 0   | 1  | 1   | 159 | 49  | +110 |
| 3 | SH Majadahonda                | 32   | 18 | 10 | 1   | 7  | 0   | 82  | 59  | +23  |
| 4 | Ice Hockey Club Porto         | 29   | 18 | 9  | 1   | 8  | 0   | 88  | 74  | +14  |
| 5 | Club Hockey Hielo Txuri Urdin | 14   | 18 | 3  | 1   | 11 | 3   | 48  | 88  | -40  |
| 6 | Kosner CH Huarte              | 10   | 18 | 3  | 0   | 14 | 1   | 59  | 101 | -42  |
| 7 | Milenio Panthers              | 5    | 18 | 1  | 1   | 16 | 0   | 63  | 216 | -153 |

### Playoff
|  | Semifinales | Semifinales                   | Semifinales | Semifinales        | Semifinales | Semifinales | Semifinales | Semifinales |         |   | Final | Final | Final | Final | Final | Final | Final | Final |  |
|  |             |                               |             |                    |             |             |             |             |         |   |       |       |       |       |       |       |       |       |  |
|  |             |                               |             |                    |             |             |             |             |         |   |       |       |       |       |       |       |       |       |  |
|  | 1º          | CH Jaca                       | 7           | 4                  | 10          |             |             | 3           |         |   |       |       |       |       |       |       |       |       |  |
|  | 1º          | CH Jaca                       | 7           | 4                  | 10          |             |             | 3           |         |   |       |       |       |       |       |       |       |       |  |
|  | 5º          | Club Hockey Hielo Txuri Urdin | 1           | 2                  | 4           |             |             | 0           |         |   |       |       |       |       |       |       |       |       |  |
|  | 5º          | Club Hockey Hielo Txuri Urdin | 1           | 2                  | 4           |             | 1º          | 0           | CH Jaca | 2 | 1     | 1     |       |       | 0     |       |       |       |  |
|  |             |                               |             |                    |             |             |             |             | CH Jaca | 2 | 1     | 1     |       |       | 0     |       |       |       |  |
|  |             |                               | 2º          | Club Gel Puigcerdà | 4           | 5           | 4           |             |         | 3 |       |       |       |       |       |       |       |       |  |
|  | 2º          | Club Gel Puigcerdà            | 2º          | Club Gel Puigcerdà | 4           | 5           | 4           | 6           | 6       | 3 | 5     | 3     |       | 3     |       |       |       |       |  |
|  | 2º          | Club Gel Puigcerdà            |             |                    |             |             |             | 6           | 6       |   | 5     | 3     |       | 3     |       |       |       |       |  |
|  | 3º          | SH Majadahonda                | 5           | 5                  | 6           | 2           |             | 1           |         |   |       |       |       |       |       |       |       |       |  |
|  | 3º          | SH Majadahonda                | 5           | 5                  | 6           | 2           |             | 1           |         |   |       |       |       |       |       |       |       |       |  |
|  |             |                               |             |                    |             |             |             |             |         |   |       |       |       |       |       |       |       |       |  |

|                                       |
| Bandera de Cataluña                   |
| Campeón Club Gel Puigcerdà 7.º título |